# 莫亚 (拉斯帕尔马斯省)
莫亚（西班牙語：Moya），是西班牙加那利群岛拉斯帕尔马斯省的一个市镇，位于大加那利岛的北部。总面积31.87平方公里，2018年总人口7728人，人口密度240人/平方公里。